# Tour Allianz
 (septembre 2016).
Si vous disposez d'ouvrages ou d'articles de référence ou si vous connaissez des sites web de qualité traitant du thème abordé ici, merci de compléter l'article en donnant les références utiles à sa vérifiabilité et en les liant à la section « Notes et références ».
La Tour Allianz ou Tour Isozaki ou encore Il Dritto est un gratte-ciel de 209 mètres construit en 2015 à Milan en Italie.